# IF Lyseng Fodbold
Idrætsforeningen Lyseng Fodbold (eller IF Lyseng Fodbold, Lyseng Fodbold er en dansk fodboldklub med godt 1200 medlemmer (pr. februar 2018) hjemmehørende i Højbjerg i det sydlige Århus og blev stiftet i 1970. Klubben er en underafdeling af IF Lyseng.
IF Lyseng Fodbold spiller i 3. division.

## Ekstern kilde/henvisning
http://www.lyseng.dk/ Lyseng Fodbold officielle hjemmeside.